# Heteranthessius scotti
Heteranthessius scotti is een eenoogkreeftjessoort uit de familie van de Lichomolgidae. De wetenschappelijke naam van de soort is voor het eerst geldig gepubliceerd in 1959 door Bocquet, Stock & Benard.